# Stars (album de Simply Red)
Pour les articles homonymes, voir Star.
Albums de Simply Red
A New Flame
(1989) Life
(1995)
Singles
1. Something Got Me Started
Sortie : 9 septembre 1991
2. Stars
Sortie : 18 novembre 1991
3. For Your Babies
Sortie : 27 janvier 1992
4. Thrill Me
Sortie : 21 avril 1992
5. Your Mirror
Sortie : 13 juillet 1992

Stars est le quatrième album de Simply Red, sorti en 1991.

## Pistes
| No  | Titre                    | Durée |
| --- | ------------------------ | ----- |
| 1.  | Something Got Me Started | 4:01  |
| 2.  | Stars                    | 4:07  |
| 3.  | Thrill Me                | 5:03  |
| 4.  | Your Mirror              | 3:59  |
| 5.  | She's Got It Bad         | 3:33  |
| 6.  | For Your Babies          | 4:16  |
| 7.  | Model                    | 3:46  |
| 8.  | How Could I Fall         | 4:44  |
| 9.  | Freedom                  | 3:52  |
| 10. | Wonderland               | 3:45  |

## Singles
- Something Got Me Started
- Stars — Stars (Remix)
- For Your Babies — For Your Babies
- Thrill Me — Thrill Me (Remix)
- Your Mirror — Your Mirror (Live)